# Randers Regnskov
Randers Regnskov er en statsanerkendt tropisk zoologisk have beliggende på kanten af Gudenåen i Kronjylland nær centrum af Randers. Regnskoven har en bestyrelse med seks medlemmer, en række sponsorer og protektoren Grevinde Alexandra af Frederiksborg . Regnskoven åbnede den 13. juni 1996 med to af kuplerne. Sydamerikakuplen blev senere bygget til og åbnede i 2003, mens saltvandsakvariet åbnede i 2005. Nogle af hovedattraktionerne i Randers Regnskov er bassinet med søkøer og piratfisk og det 15 meter høje vandfald i Sydamerikakuplen, hængebroen helt oppe i trækronerne, den store albino-tigerpython Henriette på 4,5 meter og 56 kilo.

## Randers Regnskovs områder
Det samlede indendørs publikumsareal på 3600 m² er fordelt på et saltvandsakvarie (200 m²) med caribiske fisk og en slangehal (130 m3) med ugiftige slanger, samt tre karakteristiske kupler, der fungerer som drivhuse og er med til at skabe et autentisk fugtigt og varmt regnskovsklima. Kuplerne er opbygget af stål i en gitterkonstruktion formet af trekanter. Ruderne er lavet i transparent tre-laget polycarbonat, der lader solens UV-lys passere, men samtidigt holder på varmen som en termorude.
De tre regnskovskupler er indrettet, så de illustrerer regnskove fra tre forskellige kontinenter: Sydamerikakuplen med et areal på 2000 m² og en højde på 25 meter, Afrikakuplen med et areal på 500 m² og en højde på 12 meter og Asienkuplen på 700 m² og en højde på 14 meter. Ud over det indendørs areal findes en udendørs børnezoo med klappedyr og på den anden side af Gudenåen administrerer Randers Regnskov 118 hektar naturområde ved Vorup enge. Her søges arealerne naturgenoprettet via afgræsning med gamle danske husdyrracer, f.eks. jyske heste, rød dansk malkerace og dansk landfår.

## Oplevelser
Fra regnskovens indgangshal er der adgang til kuplerne: Asien og Afrika, samt til saltvandsakvariet og Sydamerika, bistroen og regnskovsbutikken. Asienkuplen når man gennem Afrikakuplen og Sydamerikakuplen når man gennem saltvandsakvariet. Kuplerne er indrettede som totaloplevelser, hvor dyr og planter befinder sig i naturlignende omgivelser. Publikum ledes via kuperede stier, hængebroer og trædesten igennem regnskovene med træer, bregner, mosser, epifytter som f.eks. orkidéer og omkring 350 andre plantearter. Planterne gror relativt frit, så besøgende til tider må dukke sig for luftrødder, blade og lianer, eller skræve over knudrede rødder og små vandløb, når de går på stierne. De fleste dyr går frit omkring, så man skal have øjnene med sig for at få øje på f.eks. det totåede dovendyr, der normalt sidder i toppen af et træ i Sydamerikakuplen eller den lille dværgsilkeabe, der er så godt kamufleret med sin grøngule pels, at den kan sidde få meter væk uden man opdager den. I Sydamerikakuplen tårner en ruin af et Mayatempel sig op imellem lianerne
Det er tanken at publikum skal opleve regnskoven med så få net og hegn mellem dem og regnskovsverdenen som muligt. Dog er enkelte dyr nødvendigvis lukket inde – f.eks. cubakrokodillerne og de giftige slanger, f.eks. den indiske kobra. I alt har regnskoven over 175 forskellige dyrearter. Ud over de almindelige besøg har regnskoven en skoletjeneste og der er mulighed for nat-besøg udenfor den normale åbningstid, hvor mindre hold gæster kan studere de nataktive dyr.

## Klima i kuplerne
Stierne snor sig igennem kuplerne på en måde så publikum får mulighed for at opleve regnskovens forskellige klima afhængig af de tre forskellige zoner: skovbunden, midt imellem og trætoppene. Temperaturen veksler her mellem omkring 18 grader ved jorden til op over 30 grader i toppen af kuplen – så det er en dårlig ide at beholde overtøjet på når man besøger regnskoven. Klimaet i kuplerne er computerstyret. Ved hjælp af sensorer i alle klimazonerne styres varmeanlægget, lysmængden og antallet af åbne vinduer i kuplen. Om sommeren er det ikke nødvendigt med kunstig opvarmning, men om vinteren sørger en varmering i hver klimazone i kuplerne for varme. Det er også nødvendigt at tilføre lys for at planterne kan overleve den mørke nordiske vinter. Hertil er opsat i hundredvis af lamper. Hver nat året rundt regner det i alle kuplerne. Vandet opsamles fra kuplernes tage og opbevares i vandbeholdere i eller under kuplernes udstillinger. I Sydamerika-kuplen fungerer et stort centralt kunstigt brætrodstræ f.eks. som vandbeholder.

## Samarbejder
Randers Regnskov er med i en række samarbejder, først og fremmest den europæiske zoo-organisation, EAZA. Verdensnaturfonden WWF får doneret penge fra indtægterne i Randers Regnskov. For hver solgte indgangsbillet går 1 kr. til Verdensnaturfondens arbejde for bevarelse af verdens tropiske regnskove. Det er på de første ti år blevet til mere end 2.000.000 kr. Randers Regnskov er partner på Galathea-ekspeditionen og deltager der bl.a. i formidlingsprojekter omkring regnskove. I Ecuador betaler Randers Regnskov til skolebørns uddannelse i et lille indianersamfund, Verde Sumaco med omkring 300 indbyggere. Til gengæld kæmper samfundet en kamp mod krybskytteri, ulovlig skovhugst og forurening fra olie- og guldindvinding i den omgivende 30.000 hektar store bevaringsværdige regnskov. Lokalt er Randers Regnskov med i bevaringsprojekter for gamle danske plante- og dyrearter, bl.a. i deres engagement i naturgenoprettelsen af Vorup Enge. Herudover stilles forskningsprojekter til rådighed for universiteterne. På den måde er der bl.a. lavet projekter om leguaner og gibbonaber.

## Bioplanet Randers
Randers Regnskov har arbejdet på et projekt kaldet Planet Randers eller Bioplanet Randers, der havde planer om at blive verdens største zoo. Planen omfattede en kuppel på 63.000 m², der skulle indeholde andre naturoplevelser fra europæisk natur. Det var desuden planen at anlægget skulle danne bro mellem de nuværende kupler og sideprojektet Vorup Enge. Det var planen at det skulle havde været færdigt i 2020.